# فوينتي دي كانتوس
بلدية فوينتي دي كانتوس (بالإسبانية: Fuente de Cantos)‏, هي إحدى بلديات مقاطعة بطليوس, التي تقع في منطقة إكستريمادورا, والتي تقع في غرب إسبانيا.
يبلغ عدد سكانها 5.059 نسمة وفقاً لإحصائية سنة (2002).

## أعلام
- فرانسيسكو دي زورباران